# 孟柯海爾汗國家公園
47°00′N 92°30′E / 47°N 92.5°E

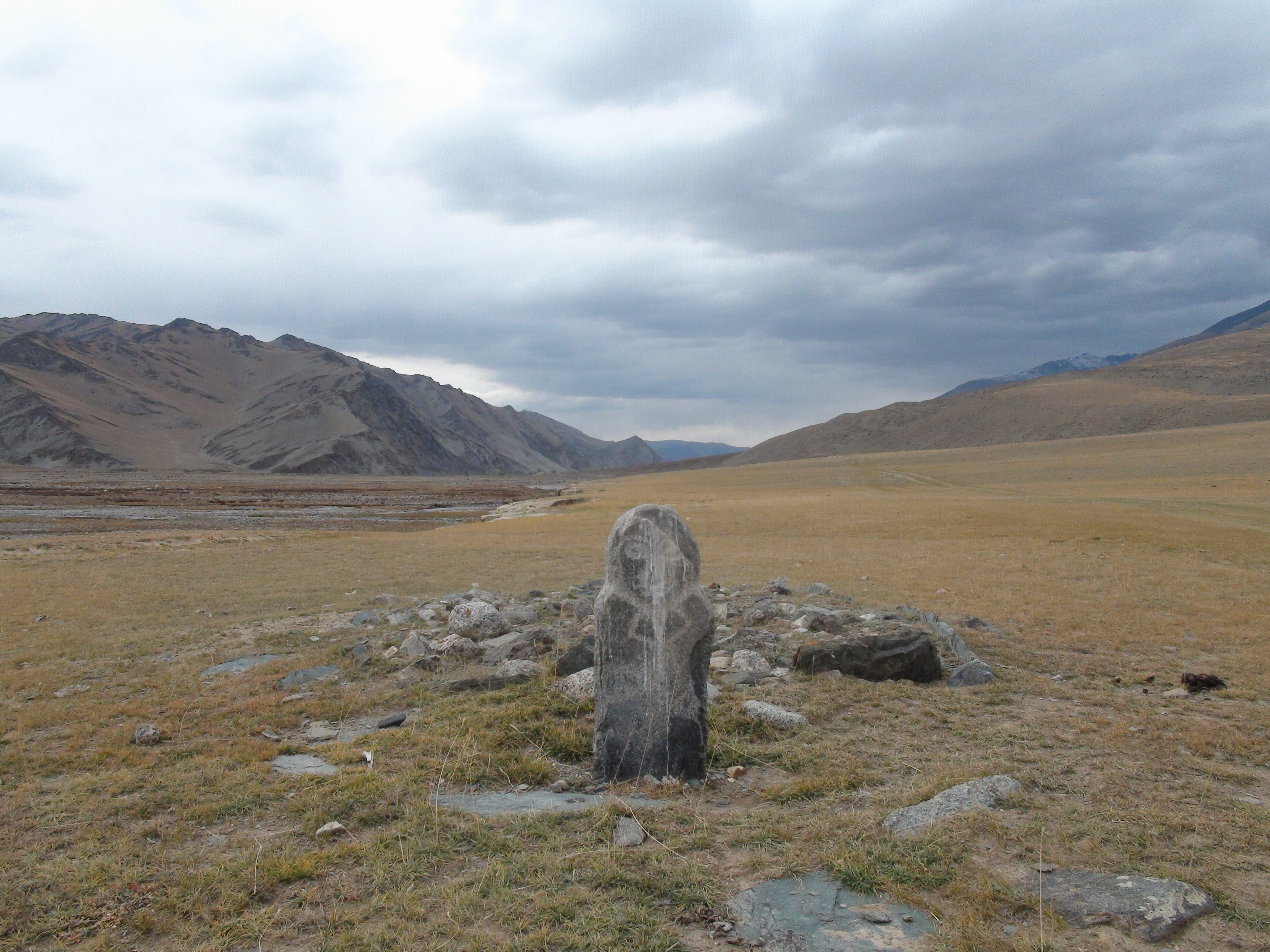

孟柯海爾汗國家公園是蒙古國的國家公園，位於該國西部，橫跨巴彥烏列蓋省和科布多省，成立於2011年，面積5,061平方公里，受半乾旱氣候影響。